# Chaetodus paucarae
Chaetodus paucarae är en skalbaggsart som beskrevs av Federico Ocampo 2006. Chaetodus paucarae ingår i släktet Chaetodus och familjen Hybosoridae. Inga underarter finns listade i Catalogue of Life.